# زمان أباد (رباطات)
زمان أباد (بالفارسية: زمان‌آباد) هي قرية تقع في إيران في قسم رباطات الريفي.